# 1978年世界女子ハンドボール選手権
1978年世界女子ハンドボール選手権はチェコスロバキアで1978年に開催された第7回世界女子ハンドボール選手権である。東ドイツ代表が二連覇を達成した。

## 最終順位
|    | 東ドイツ         |
|    | ソビエト連邦     |
|    | ハンガリー       |
| 4  | チェコスロバキア |
| 5  | ユーゴスラビア   |
| 6  | ポーランド       |
| 7  | ルーマニア       |
| 8  | 西ドイツ         |
| 9  | オランダ         |
| 10 | 韓国             |
| 10 | アルジェリア     |
| 10 | カナダ           |